# Cabana del Catarrí
La Cabana del Catarrí és una cabana agrícola del municipi d'Isona i Conca Dellà, a l'antic terme de Conques, a 511 m d'altitud.
És al sud-oest de la vila de Conques, al costat meridional de la carretera C-1412b i prop d'ella. És a los Plans, al nord de lo Sargar.